# Strong (Arkansas)
Strong – miasto w Stanach Zjednoczonych, w stanie Arkansas, w hrabstwie Union.